# Chersotis elegantula
Chersotis elegantula là một loài bướm đêm trong họ Noctuidae.